# Karl Willig

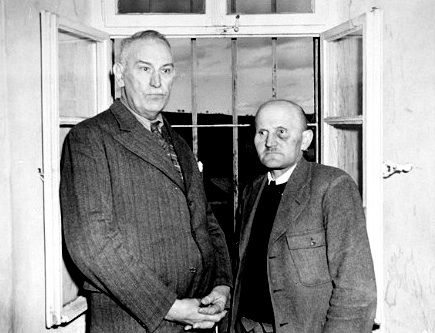
Karl Willig (till höger) och Adolf Wahlmann.

Karl Willig, född 1894 i Gräveneck sedan 1970 en del av Weinbach, död 14 mars 1946 i Bruchsal, var en tysk sjukvårdare som under andra världskriget tjänstgjorde på Tötungsanstalt Hadamar.
Willig, som kom till Hadamar i juli 1941, var tillsammans med andra sjukvårdare och chefsläkaren Adolf Wahlmann ansvarig för dödandet av anstaltspatienter och judiska Mischlinge; morden skedde genom överdosering av läkemedel eller genom svältning. I slutet av andra världskriget fördes tuberkulossjuka polska och sovjetiska tvångsarbetare till Hadamar för att mördas. Willig var även ansvarig för kremeringen av de mördade offren.
Vid Hadamarrättegången ställdes i oktober 1945 sju krigsförbrytare inför en amerikansk militärdomstol i Wiesbaden. Willig dömdes till döden och avrättades genom hängning. När han fördes till sin avrättning, yttrade han: ”Jag gjorde min plikt som tysk tjänsteman. Gud är mitt vittne.”